# Camélia
- Commons
- Wikispecies

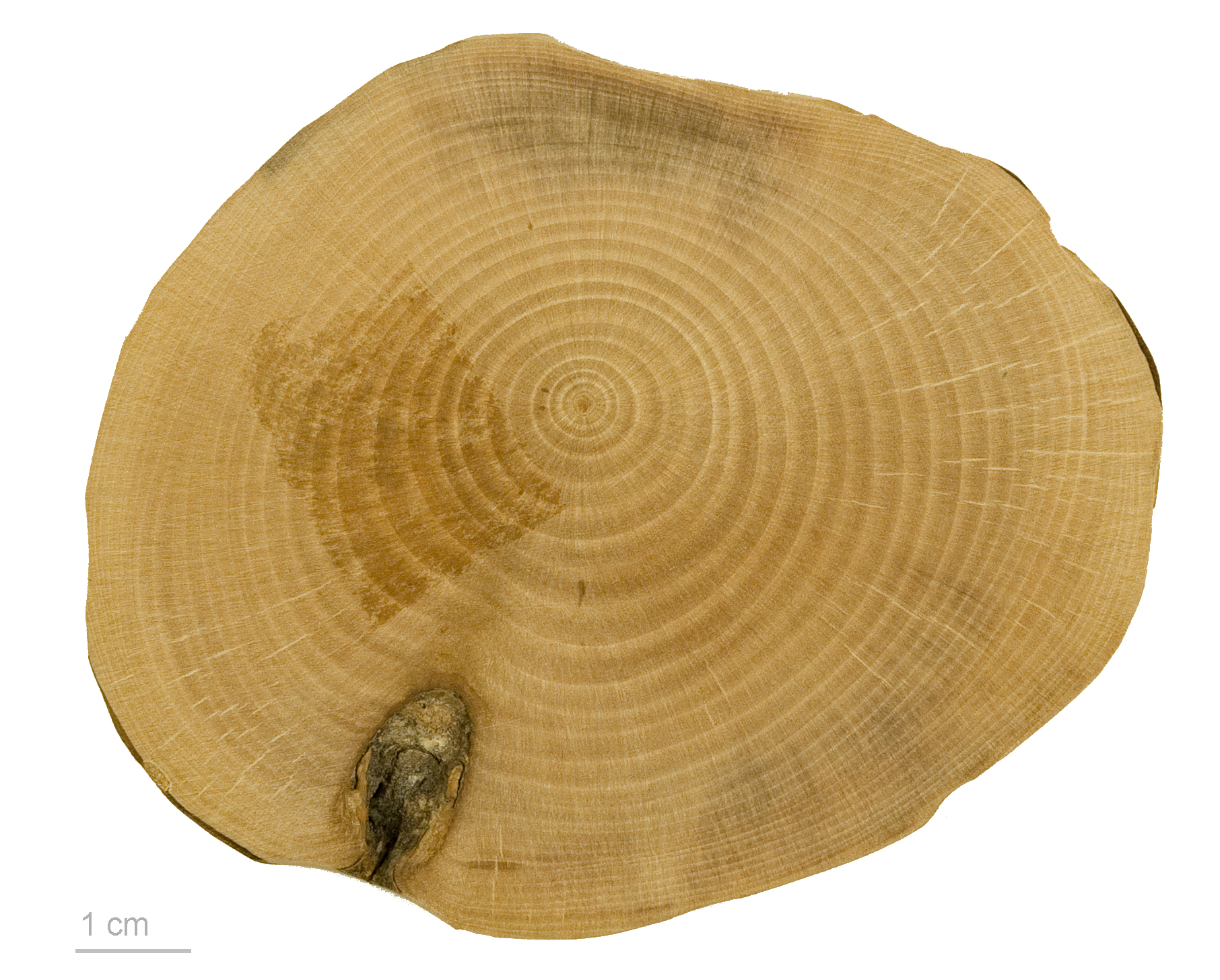
Corte da madeira de Camellia japonica em exposição no Museu de Toulouse

Camellia L. é um género de plantas da família Theaceae que produz as flores conhecidas como camélia, cameleira e, em algumas regiões de Portugal, japoneira. O género Camellia inclui muitas plantas ornamentais e a planta do chá. O gênero foi descrito pelo naturalista sueco Carl von Linné em sua obra magna Species Plantarum, e assim designado em homenagem ao missionário jesuíta Jiří Josef Camel. Algumas espécies deste gênero pertenciam ao gênero Thea, mas este epíteto foi sinonimizado com Camellia quando se observou que as Camellia e Thea não apresentavam qualquer diferença significativa entre si.
Todas as espécies de Camellia são designadas, na China, pela palavra mandarim "chá" (茶), complementada por algum termo que, geralmente, caracteriza seu habitat ou suas peculiaridades morfológicas. Este gênero apresenta cerca de 80 espécies nativas das florestas da Índia, Sudeste Asiático, China e Japão. São arbustos ou árvores de porte médio, com folhas coriáceas, escuras, lustrosas, com bordas serrilhadas ou denteadas. Apresentam flores vistosas, brancas, vermelhas, rosadas, matizadas, ou raramente amarelas, algumas tão grandes quanto a palma da mão de uma pessoa adulta, outras tão pequenas quanto uma moeda. Certas espécies exalam suave perfume. Os frutos são cápsulas globosas, que podem variar do tamanho de um amendoim ao de uma maçã, com cerca de 3 sementes esféricas.
Algumas espécies, como C. japonica, C. sasanqua, C. reticulata, e C. chrysantha, são cultivadas por suas belas e grandes flores, folhagem densa, escura e lustrosa, e porte baixo. Estas e outras espécies são intercruzadas para a obtenção de híbridos que reúnem suas melhores qualidades. A este gênero, pertence, ainda, a C. sinensis, de cujas folhas se obtém o chá em uma atividade comercial que movimenta bilhões de dólares estadunidenses por ano. Outras espécies de Camellia são usadas localmente, na Índia e na China, como alternativas à C. sinensis para a preparação de chá. Outras produzem um óleo em suas sementes, aproveitado como combustível. A camélia é, também, usada em jardins ornamentais. Em Portugal, a cidade de Celorico de Basto tem investido, nos últimos anos, no cultivo de várias espécies em seus jardins, tornando-os locais de visita obrigatória durante os meses de fevereiro e março, época da sua Festa Internacional das Camélias. Outro destaque vai para a Vila de Lousada que se tornou um ponto marcante de visita com os seus jardins senhoriais repletos de Camélias onde se festeja em março o Festival Internacional de Camélias.

## Flor

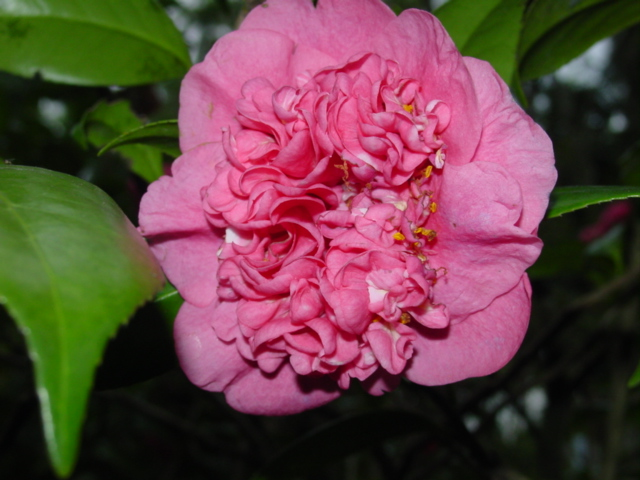
Outra variedade, com flores semidobradas

As formas mais comerciais são as de flores grandes, com muitas pétalas e estames de cores fortes que variam do branco ao vermelho, com algumas variedades pintalgadas ou manchadas. As camélias amarelas são raras, e são obtidas apenas através da hibridização entre certas espécies. Não há camélias azuis, mas pesquisadores descobriram pigmentos azuis em algumas espécies e atualmente estão tentando isolá-los através de cruzamentos.
As flores das camélias podem ser separadas em 3 categorias:
- Simples: as flores possuem apenas um ciclo de pétalas, estames e pistilo íntegros e normalmente funcionais;
- Semidobradas: as flores possuem mais de um ciclo de pétalas, estames e pistilos podem ou não ser transformados em petaloides, mas sempre há alguns estames íntegros, e algumas vezes férteis;
- Dobradas: as flores possuem inúmeros ciclos de pétalas. Todos os estames e o pistilo são convertidos em estruturas petaloides, e as flores são sempre estéreis.

Japão, China e Coreia são os países tradicionalmente líderes na produção de camélias e na obtenção de novas variedades. Curiosamente, a Itália, desde o século XIX, afronta estes países na produção de variedades comerciais, sendo um dos líderes na sua produção no ocidente. Ao todo, existem mais de 3 000 tipos diferentes de camélias somente entre as obtidas da espécie Camellia japonica, que somam-se a um número total mais alto, com estimativas entre 5 000 e 8 000 variedades.
MADEIRA
A  madeira  da Camelia,  não  todas  as  espécies,  é  usada  também  na  fabricação  de  bokkens,  espadas de  madeira  usadas em  treinamento  nas  artes  marciais,  como  Kendo,  Aikido,  Jodo,  Iaido,  entre  outras.

### Símbolo Abolicionista
No final do século XIX, as flores de camélia se tornaram um símbolo do movimento abolicionista brasileiro.

## Sinonímia do gênero
| - Calpandria Blume - Piquetia (Pierre) Hallier f. - Stereocarpus (Pierre) Hallier f. | - Thea L. - Yunnanea Hu |

## Espécies
| - Camellia assimilis - Camellia brevistyla - Camellia caudata - Camellia chekiangoleosa - Camellia chrysantha - Camellia connata - Camellia crapnelliana - Camellia cuspidata - Camellia euryoides - Camellia forrestii - Camellia fraterna - Camellia furfuracea - Camellia granthamiana | - Camellia grijsii - Camellia honkongensis - Camellia irrawadiensis - Camellia japonica - Camellia kissii - Camellia lutchuensis - Camellia miyagii - Camellia nokoensis - Camellia oleifera - Camellia parviflora - Camellia pitardii - Camellia polyodonta - Camellia reticulata | - Camellia rosiflora - Camellia rusticana - Camellia salicifolia - Camellia saluenensis - Camellia sasanqua - Camellia semiserrata - Camellia sinensis - chá - Camellia taliensis - Camellia transnokoensis - Camellia tsaii - Camellia vietnamensis - Camellia yunnanensis |

- Lista completa

## Classificação do gênero
| Sistema | Classificação                        | Referência               |
| ------- | ------------------------------------ | ------------------------ |
| Linné   | Classe Monadelphia, ordem Polyandria | Species plantarum (1753) |